# روزاريو سنترال
نادي روزاريو سنترال الرياضي (بالإسبانية: Club Atlético Rosario Central)‏ هو نادي كرة قدم أرجنتيني. وهو نادي أساسي في الأرجنتين تأسس هذا النادي سنة 1889 م.